# Ingrid Maria Andersen Borell
Ingrid Maria Andersen Borell, artiestennaam Ingrid Andersen, (Stockholm, 31 augustus 1882 - 30 maart 1965) was een Zweeds pianist en toneelspeelster. Ze was dochter van de Noors/Zweedse componist Anton Jørgen Andersen. In 1911 huwde ze Tor Eskil Ingjald Gideon Borell, medewerker bij het Zweedse Riksgäldskontoret.
Haar muzikale opleiding kreeg ze van Rickard Andersson en Martin Knutzen. Ze gaf diverse concerten in en rond Stockholm. Haar toneelopleiding volgde ze bij Hedvig Winterhjelm en Bjørn Bjørnson. Haar debuut vond plaats 5 januari 1904 in het Nationaltheatret in de rol van Juanita in het toneelspel Dronning Tamara van Kunt Hamsun. Later dat jaar speelde ze nog een rol in Brand van Henrik Ibsen in regie van Bjørnson en hoofdrolspeelser Johanna Dybwad. Ze verhuisde terug naar Stockholm om daar lid te worden van diverse toneelgezelschappen aldaar, maar ook bijvoorbeeld in Helsinki (Zweeds Theater, 1914/1915).